# Ӯ
Cette page contient des caractères spéciaux ou non latins. S’ils s’affichent mal (▯, ?, etc.), consultez la page d’aide Unicode.
Le ou macron (capitale Ӯ, minuscule ӯ) est une lettre de l'alphabet cyrillique utilisée en aléoute, evenki, mansi, nanaï, néguidale, orok, oultche, same de Kildin, selkoupe, tadjik, et tchétchène.

## Représentation informatique
Le ou macron peut être représenté avec les caractères Unicode suivants :
- précomposé (cyrillique) :

| formes    | représentations | chaînes de caractères | points de code | descriptions                          |
| --------- | --------------- | --------------------- | -------------- | ------------------------------------- |
| capitale  | Ӯ               | Ӯ                     | U+04EE         | lettre majuscule cyrillique ou macron |
| minuscule | ӯ               | ӯ                     | U+04EF         | lettre minuscule cyrillique ou macron |

- décomposé (cyrillique, diacritiques) :

| formes    | représentations | chaînes de caractères | points de code | descriptions                                      |
| --------- | --------------- | --------------------- | -------------- | ------------------------------------------------- |
| capitale  | Ӯ               | У◌̄                    | U+0423 U+0304  | lettre majuscule cyrillique ou diacritique macron |
| minuscule | ӯ               | у◌̄                    | U+0443 U+0304  | lettre minuscule cyrillique ou diacritique macron |